# Leone di Salamina
Leone di Salamina o Leonte o Leonzio di Salamina (Salamina, metà del V secolo a.C. – 404 a.C.) è stato un politico ateniese, celebre vittima dei Trenta tiranni.

## Biografia
Leone, che secondo Teramene era un uomo rispettabile e di valore, che non poteva certamente aver commesso alcun crimine, si era rifugiato a Salamina per sfuggire alla ferocia dei Trenta; questi, però, incaricarono Socrate ed altri quattro (tra cui Meleto) di arrestarlo e giustiziarlo; solo Socrate si rifiutò di eseguire l'ordine.
Andocide riferisce che fu condannato senza un processo.